# كنيسة البلاطة

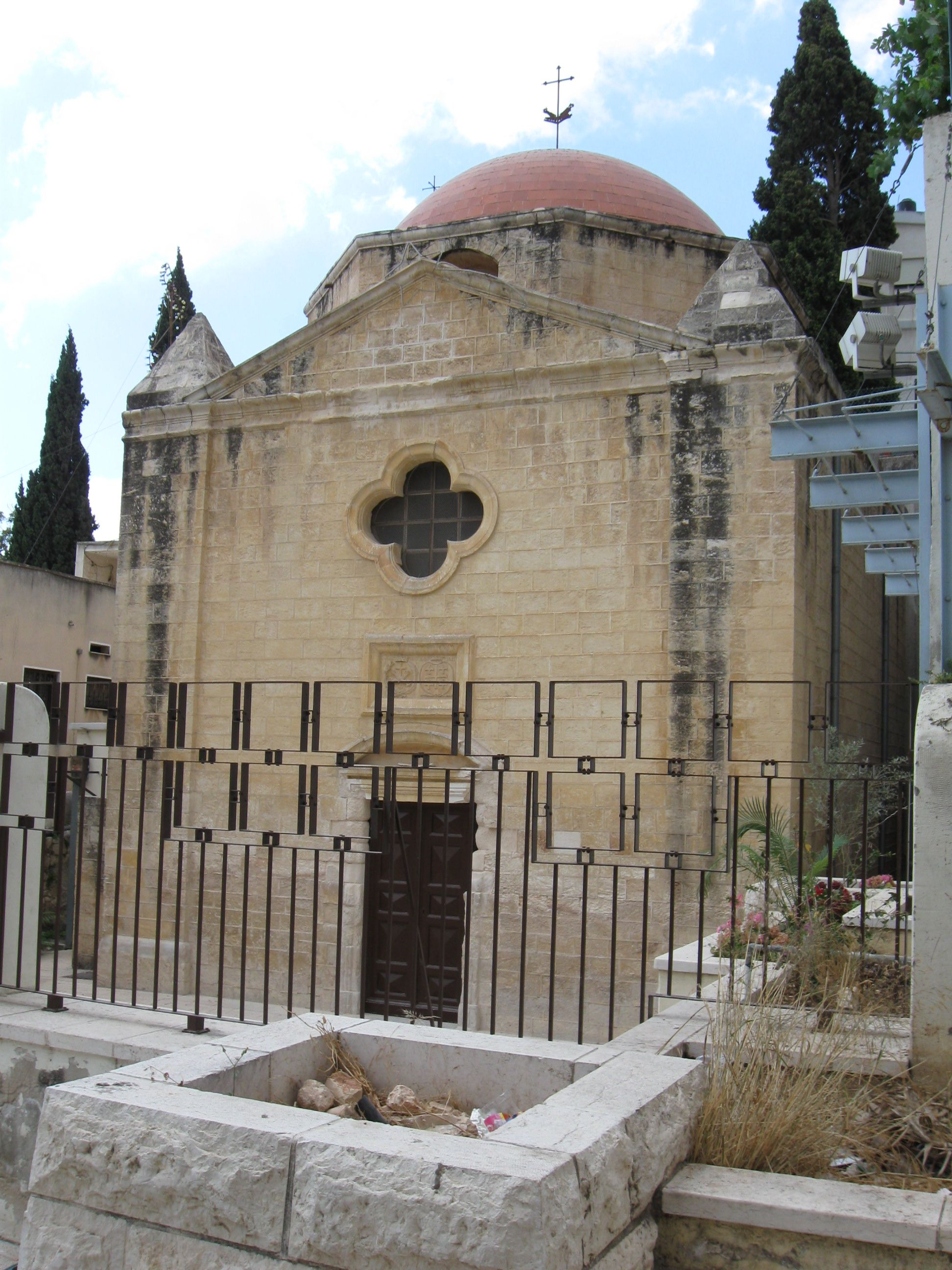
كنيسة البلاطة.

كنيسة البلاطة تقع في وسط مدينة الناصرة في شمال فلسطين المحتلة وهي تابعة للرهبان الفرنسيسكان. صار المكان مطلوبًا لدى الحجاج ابتداء من القرن السابع عشر بسبب صخرة حجرية كبيرة التي إعتبروها المائدة التي تناول عليها يسوع وتلاميذه الطعام. يُشار إلى أن هناك صخرة حجرية أخرى المائدة المشهورة موجودة في كنيسة القديس بطرس على ساحل بحيرة طبريا. وهكذا أصبح يوجد في البلاد كنيستين باسم «منزا كريستي».
المائدة المصنوعة من الحجر الجيري رممت طوال السنوات بسبب عادة المؤمنين المسيحيين أن يأخذوا منها قطعا تذكارية وأن ينقشوا أسماءهم عليها. بهدف حماية الحجر أحيطت المائدة بحزام حديدي أزيل في عام 1645م من قبل المسلمين. بعض الحجاج أشاروا حتى ابتداء من عام 1659م إلى علامات جسم يسوع التي انحفرت في الحجر. في نهاية القرن 18 أقيمَ في المكان مصلى وفي عام 1861م بنيت الكنيسة من جديد وصارت تقام فيها القداديس بصورة منظمة.
في الكنيسة رسومات جدارية إيهامية وأعمال ستوكو ومذبح رخامي صنعت جميعا على الطريقة الإيطالية. في الواجهة الأمامية للكنيسة لوحة زيتية على قماش موقعة من قبل الإيطالي ليوناردو دي مانغو من عام 1876م.
في الماضي، كان قرب الكنيسة عين ورد ذكرها للمرة الأولى في عام 1626. تسمى العين «عين يسوع» أو «عين الرسل» ويسميها المسلمون «العين الجديدة»، رمزًا للتجدد بعد موسم الأمطار. في عام 1921 لم تعد المياه تنبع منها.

## المصدر
1. ↑  مذكور في: جيونيمز. الوصول: 6 أبريل 2015. لغة العمل أو لغة الاسم: الإنجليزية. تاريخ النشر: 2005.
2. ↑  الناصرة | مواقع وأماكن جذب | مواقع مسيحية | كنيسة البلاطة نسخة محفوظة 04 مارس 2016 على موقع واي باك مشين.